# Amourricho van Axel Dongen
Amourricho Jahvairo Déshauntino van Axel Dongen (Almere, 29 de septiembre de 2004) es un futbolista neerlandés que juega de delantero en el S. C. Heerenveen de la Eredivisie.

## Trayectoria
Nacido en Almere, Van Axel Dongen jugó en las categorías inferiores del A. V. V. Zeeburgia y del OSV de Ámsterdam antes de ingresar en la cantera del Ajax de Ámsterdam. Firmó su primer contrato profesional con el club en septiembre del 2020. Debutó como profesional en el Jong Ajax como titular el 7 de mayo de 2021 en un empate a uno contra el De Graafschap Doetinchem, jugando hasta el descanso en el equipo dirigido por Mitchell van der Gaag. En la siguiente jornada, que también fue la última de la temporada, también apareció como titular en la victoria a domicilio por 1-2 ante el SC Telstar. Poco antes del descanso, marcó el primer gol tras una asistencia de Kian Fitz-Jim, y fue sustituido en el minuto 62 por Nordin Musampa. Al final de la temporada 2020-21, recibió el trofeo Abdelhak Nouri como el mejor talento de la academia juvenil del Ajax esa temporada.

## Selección nacional
Es un actual internacional juvenil neerlandés.

## Estadísticas

### Clubes
Actualizado al último partido disputado el 4 de octubre de 2024.
| Club                             | Div.          | Temporada     | Liga  | Liga  | Liga   | Copas nacionales | Copas nacionales | Copas nacionales | Copas internacionales | Copas internacionales | Copas internacionales | Total | Total | Total  |
| Club                             | Div.          | Temporada     | Part. | Goles | Asist. | Part.            | Goles            | Asist.           | Part.                 | Goles                 | Asist.                | Part. | Goles | Asist. |
| -------------------------------- | ------------- | ------------- | ----- | ----- | ------ | ---------------- | ---------------- | ---------------- | --------------------- | --------------------- | --------------------- | ----- | ----- | ------ |
| Jong Ajax · Países Bajos         | 2.ª           | 2020-21       | 2     | 1     | 1      | —                | —                | —                | —                     | —                     | —                     | 2     | 1     | 1      |
| Jong Ajax · Países Bajos         | 2.ª           | 2021-22       | 7     | 1     | 1      | —                | —                | —                | —                     | —                     | —                     | 7     | 1     | 1      |
| Jong Ajax · Países Bajos         | 2.ª           | 2022-23       | 14    | 1     | 2      | —                | —                | —                | —                     | —                     | —                     | 14    | 1     | 2      |
| Jong Ajax · Países Bajos         | 2.ª           | 2023-24       | 5     | 0     | 0      | —                | —                | —                | —                     | —                     | —                     | 5     | 0     | 0      |
| Jong Ajax · Países Bajos         | 2.ª           | 2024-25       | 3     | 0     | 0      | —                | —                | —                | —                     | —                     | —                     | 3     | 0     | 0      |
| Jong Ajax · Países Bajos         | Total club    | Total club    | 31    | 3     | 4      | 0                | 0                | 0                | 0                     | 0                     | 0                     | 31    | 3     | 4      |
| Ajax de Ámsterdam · Países Bajos | 1.ª           | 2021-22       | 1     | 0     | 0      | 2                | 0                | 1                | 0                     | 0                     | 0                     | 3     | 0     | 1      |
| Ajax de Ámsterdam · Países Bajos | 1.ª           | 2023-24       | 3     | 0     | 0      | 1                | 0                | 0                | 1                     | 0                     | 0                     | 5     | 0     | 0      |
| Ajax de Ámsterdam · Países Bajos | 1.ª           | 2024-25       | 0     | 0     | 0      | 0                | 0                | 0                | 0                     | 0                     | 0                     | 0     | 0     | 0      |
| Ajax de Ámsterdam · Países Bajos | Total club    | Total club    | 4     | 0     | 0      | 3                | 0                | 1                | 1                     | 0                     | 0                     | 8     | 0     | 1      |
| Total carrera                    | Total carrera | Total carrera | 35    | 3     | 4      | 3                | 0                | 2                | 0                     | 0                     | 0                     | 39    | 3     | 5      |

## Palmarés

### Distinciones individuales
| Distinción            | Año     |
| --------------------- | ------- |
| Trofeo Abdelhak Nouri | 2020-21 |